# Вилщет
Вилщет (на немски: Willstätt) е комуна в окръг Ортенау в Баден-Вюртемберг, Германия, с 9569 жители (2015).
Намира се на 10 km северозападно от Офенбург и на 12 km източно от центъра на Страсбург.
Вилщет е споменат за пръв път в документ през 1232 г. Тогава е към епископство Страсбург.